# Limax pseudocinereoniger
Limax pseudocinereoniger — вид наземних черевоногих молюсків родини лімацид (Limacidae). Описаний у 2022 році.

## Назва
Видова назва pseudocinereoniger вказує на схожість з видом Limax cinereoniger.

## Розповсюдження
Вид описаний зі зразків, що зібрані у на горі Дурмітор у Чорногорії.

## Опис
Вид генетично відмінний, але морфологічно подібний до симпатричного L. cinereoniger.